# Michael Steiner (Ökonom)
Michael Steiner (* 3. Juli 1951 in Bruck an der Mur, Steiermark) ist ein österreichischer Ökonom. Er ist seit 1997 Universitätsprofessor an der Karl-Franzens-Universität Graz.

## Leben
Steiner absolvierte Volksschule und Realgymnasium in seiner Heimatstadt Bruck und besuchte 1967–1968 als Stipendiat des American Field Service die Marquette High School in Alton, Illinois. Er studierte 1970–1974 Rechtswissenschaften an der Universität Graz, daneben 1971–1977 auch Sozial- und Wirtschaftswissenschaften und erwarb 1974 den Grad des Doktor iur., sowie 1984 jenen des Doktors der Sozial- und Wirtschaftswissenschaften an der Universität Graz. 1989 erfolgte Steiners Habilitation an der Sozial- und Wirtschaftswissenschaftlichen Fakultät der Universität Graz.
Seit 1977 ist Steiner am Institut für Volkswirtschaftslehre und Volkswirtschaftspolitik der Universität Graz tätig, zunächst als Universitätsassistent, seit 1989 als Assistenzprofessor, seit 1997 als außerordentlicher Universitätsprofessor (tit.a.O.). Daneben war Steiner von 1991 bis 06/2010 Leiter des Instituts für Technologie- und Regionalpolitik der Joanneum Research in Graz. Seit 2011 hat er die Geschäftsführung von Steiner+Partner Wirtschaftsanalysen GmbH inne.
Seine Forschungsschwerpunkte sind auf die Regionalökonomie zentriert, Steiners Lehrtätigkeit befasst sich vorrangig mit den Themen Makroökonomie/Wirtschaftspolitik, Europäische Integration, Regionalökonomie, Technologischer Wandel und Technologiepolitik, Industrieökonomie und Finanzwissenschaft. 
Steiner war Gastprofessor an den Universitäten Pécs (1996) und Klagenfurt (1991–1995) sowie Visiting Fellow an den Universitäten Canterbury (1982–1983) und Glasgow (1986) und Bocconi/Mailand (1991). Er ist Mitarbeiter bzw. Mitglied in zahlreichen Forschungsgruppen und wissenschaftlichen Vereinigungen, vor allem mit Bezug zur Regionalforschung sowie ständiger Referee für wissenschaftliche Zeitschriften. Steiner ist seit 1978 auch Herausgeber der kulturpolitischen Zeitschrift WAS tätig. Seine ehrenamtlichen Tätigkeiten umfassen die Koordination des Salzburger Kreises am Kapitelplatz 2 (SKK2, vormals Seggenberger Kreis und St. Georgener Kreis, seit 1992), Mitgliedschaft im Kuratorium der Caritas Graz-Seckau (2009–2016), sowie den stellvertretenden Vorsitz des Arbeitslosenfonds der Diözese Graz-Seckau (1995–2015).

## Auszeichnungen
- 1984 und 2022 Erzherzog-Johann-Forschungspreis des Landes Steiermark
- 1989 Kardinal-Innitzer-Förderungspreis
- 1996 Josef Krainer-Steirisches Gedenkwerk-Würdigungspreis
- 2023: Großes Ehrenzeichen des Landes Steiermark[1]